# Kapelle Holzleiten (Geisenfeld)

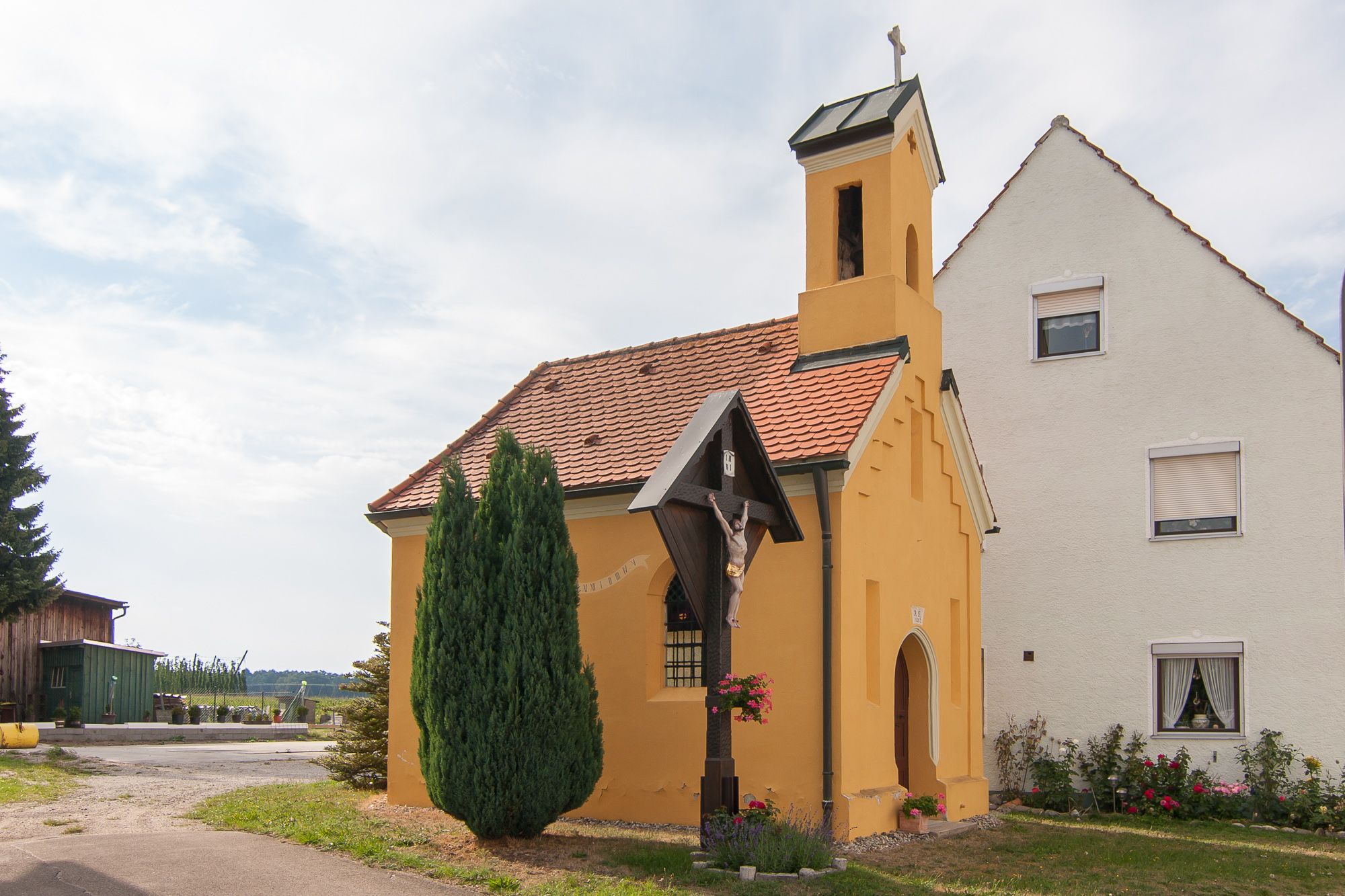
Kapelle in Holzleiten

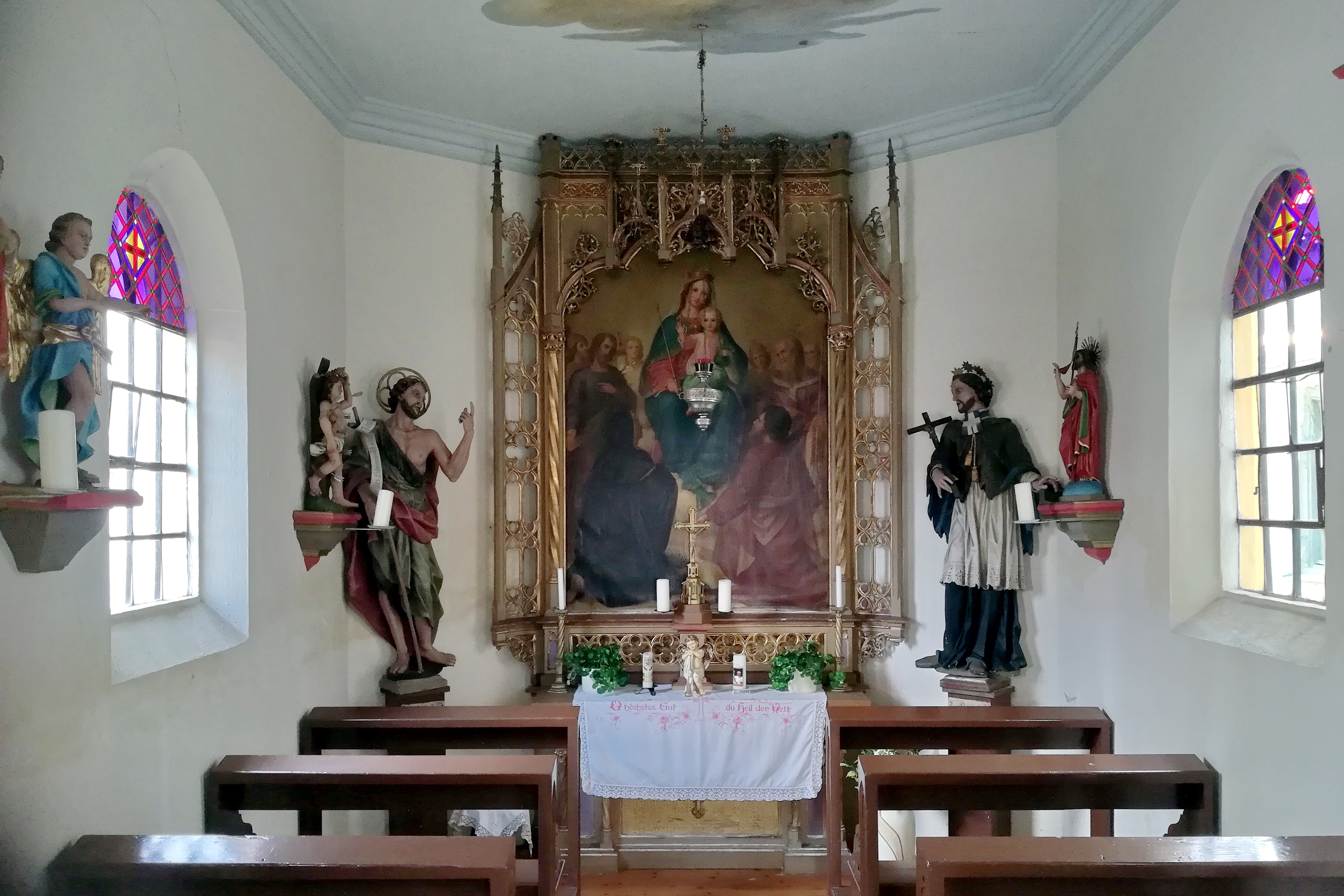
Altar und Heiligenfiguren

Die Kapelle in Holzleiten, einem Ortsteil der Stadt Geisenfeld im oberbayerischen Landkreis Pfaffenhofen an der Ilm, wurde 1867 errichtet. Die Kapelle gehört zu den geschützten Baudenkmälern in Bayern.
Die verputzte Saalkirche mit Satteldach, Giebelreiter und getreppter Blende am Giebel wurde im neugotischen Stil errichtet. Am spitzbogigen Portal ist das Baudatum angebracht. 
Im neugotischen Altar ist ein Gemälde der Muttergottes mit Kind zwischen Heiligen aus der zweiten Hälfte des 19. Jahrhunderts zu sehen. 